# 大頭鱷屬
大頭鱷屬（學名：Pholidosaurus）是鱷形超目新鱷類大頭鱷科的一屬，是大頭鱷科的模式屬。化石發現於德國、英格蘭，生存年代估計約為白堊紀早期的貝里亞階。發現於瑞典斯科訥、丹麥博恩霍爾姆島的中真鱷類化石，可能也屬於大頭鱷屬。
根據理查德·萊德克（Richard Lydekker）在1887年的研究，大頭鱷的眼眶略小於顱頂顳上窩（Supratemporal fossa）、前上頜骨接臨鼻骨、犁骨位於齶骨上方。大頭鱷的外表、體型接近現代長吻鱷。大頭鱷具有長口鼻部，而多次與森林鱷科、海鱷亞目被歸類於相同演化支，實際上是個別平行演化的結果

## 命名歷史

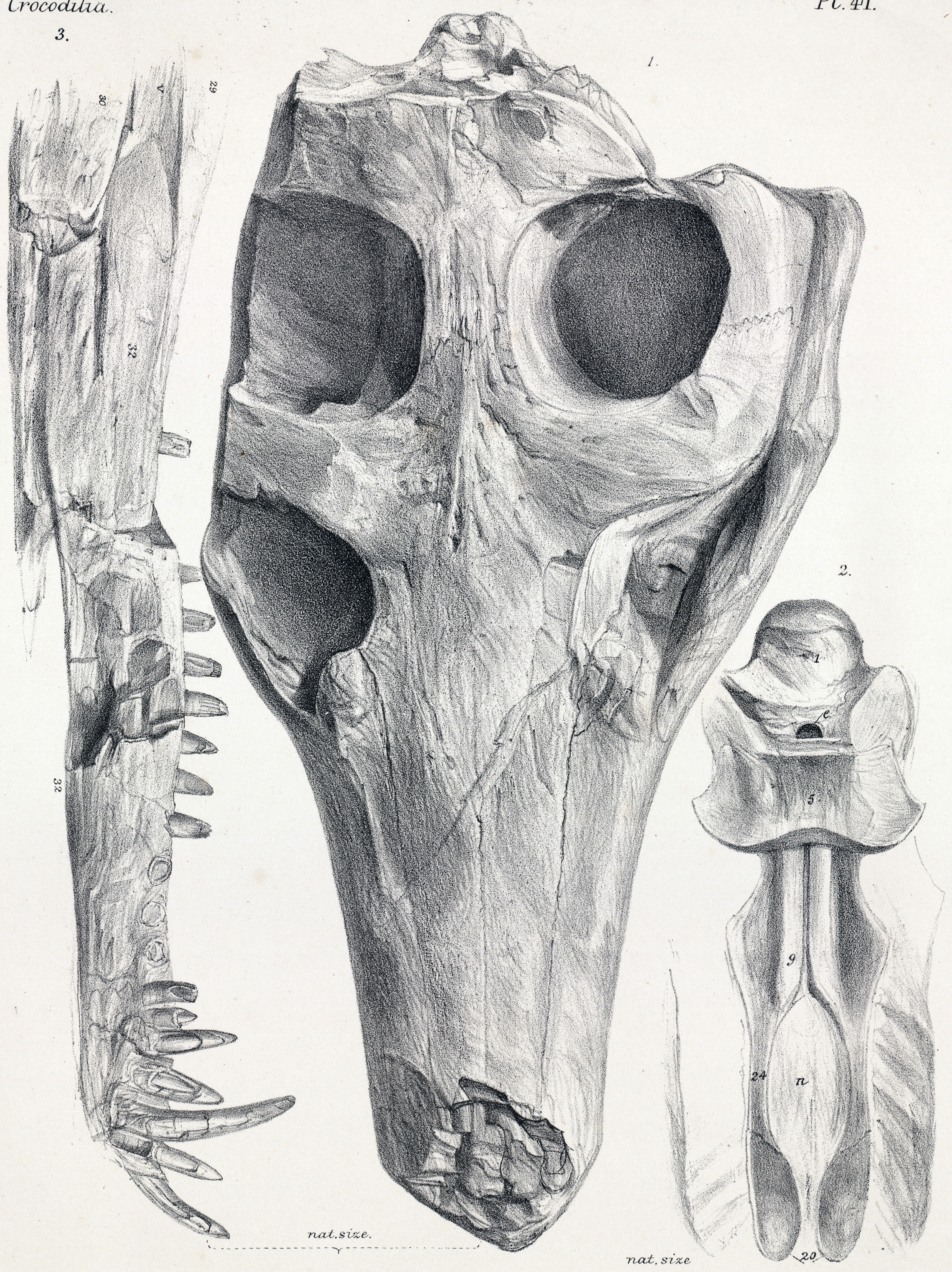
編號BMNH 28432、BMNH 41099標本，曾被理查·歐文命名為Petrosuchus

在1830年，德國北部比克堡（Bückeburg）發現一個爬行動物的胸腔化石。在1841年，由德國古生物學家克莉斯汀·艾瑞克·赫爾曼·汪邁爾（Christian Erich Hermann von Meyer）進行命名，模式種是紹姆堡大頭鱷（P. schaumburgensis）。該挖掘地點屬於威爾德群（Wealden Group）的奧伯恩基興砂岩（Obernkirchen Sandstone）地層，地質年代相當於白堊紀早期的貝里亞階。這個化石被列為正模標本（編號IMGPGö 741-1），標本長度約為25公分。
在1844年命名的Macrorhynchus meyeri，化石發現於英格蘭南部的威爾德群地層。M. meyeri與紹姆堡大頭鱷有高度相似處。在1887年，理查德·萊德克將M. meyeri改列為大頭鱷屬的第二個種，梅氏大頭鱷（P. meyeri）。Macrorhynchus目前是大頭鱷的一個次異名。與紹姆堡大頭鱷相比，梅氏大頭鱷的顱頂顳上窩的分隔骨棒呈圓形。
之後的研究歷史中，許多化石被建立為大頭鱷的新種，包含：P. decipiens、P. laevis，但目前不被認為是有效種。在1878年，理查·歐文將發現於英格蘭多塞特郡的頭顱骨、下頜枝（編號BMNH 41099）建立為新屬，Petrosuchus laevidens。一個部分頭顱骨（編號BMNH 28432）也被編入於Petrosuchus laevidens。在1911年，頭顱骨、下頜枝被發現來自於兩個不同種。編號BMNH 28432標本被建立為大頭鱷的新種，Pholidosaurus decipiens，並成為選模標本；而編號BMNH 41099標本仍繼續使用原本學名，Petrosuchus laevidens。
在1888年，一個幾乎完整、只缺少口鼻部前端的頭顱骨（編號DORCM G97），被建立為狹蜥鱷的新種，Steneosaurus purbeckensis。這個化石出土於英格蘭多塞特郡的波白克島，但其詳細挖掘地點仍無法確定。在當時，S. purbeckensis被認為是介於狹蜥鱷、真蜥鱷的物種。根據2002年的最新研究，S. purbeckensis、P. decipiens被發現是相同物種。由於S. purbeckensis的命名時間較早，具有優先權。因此S. purbeckensis成為大頭鱷屬的第三個有效種，波白克大頭鱷（ P. purbeckensis），而P. decipiens的化石被編入此種。
同樣在1913年，英格蘭多塞特郡出土的一個部分頭顱骨（編號BMNH R3414），被命名為大頭鱷的新種，P. laevis。在近年研究裡，被列為波白克大頭鱷的次異名。

## 分類

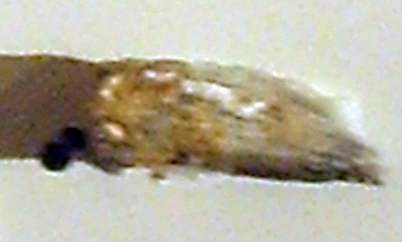
可能屬於大頭鱷的牙齒，哥本哈根地質博物館

在1887年，理查德·萊德克（Richard Lydekker）根據雙凹型脊椎、眼眶連接側顳窩等特徵，而將大頭鱷歸類於稜角鱗鱷科，當時稜角鱗鱷科還包含︰稜角鱗鱷、海氏鱷、Theriosuchus、Petrosuchus。
之後，大頭鱷曾多次被歸類於其他長口鼻部鱷形類，例如：森林鱷科、海鱷亞目。在1999年，C. A. Brochu等研究人員將大頭鱷、索科托鱷、森林鱷科、海鱷亞目統合成一個演化支，是現代鱷目的姊妹分類單元。他們主要根據長口鼻部等類似特徵，而將上述物種統合成一個演化支。但在傳統分類法中，海鱷亞目被認為是鱷形超目中真鱷類的一個原始演化支，演化位置比森林鱷科、大頭鱷還原始；森林鱷科、大頭鱷都屬於新鱷類演化支，是比較進階型的物種。此外，上述物種的長口鼻部，應該是個別平行演化的結果。近年研究發現，海鱷亞目的演化位置應該更為原始。
另一個2001年的研究，提出大頭鱷是海鱷亞目的近親，而特里鱷與森林鱷科構成一個演化支，與大頭鱷、海鱷亞目互為近親。在保羅·塞里諾的鱷形超目種系發生學研究裡，大頭鱷是其他長口鼻部鱷形類的遠親，特里鱷則是帝鱷的姊妹分類單元，兩者是森林鱷的近親。之後，C. A. Brochu修改他的種系發生學研究，認為大頭鱷、海鱷亞目構成一個演化支，而索科托鱷、森林鱷科也構成一個演化支，兩個演化支互為姊妹分類單元。
在最近幾年，大頭鱷被歸類於大頭鱷科，大頭鱷科還包含：埃羅鱷、帝鱷、特里鱷。在2006年，S. Jouve等人提出鱷形類的種系發生學研究，將大頭鱷歸類於大頭鱷科，但也將海鱷亞目的物種歸類於大頭鱷科，這將使大頭鱷科成為並系群。S. Jouve等人解釋，這些鱷形類具有類似的長口鼻部，因此當進行種系發生學分析時，這些彼此關係遠的物種常被意外歸類在一起。

## 外部連結
- 大頭鱷 （页面存档备份，存于） Paleobiology Database